# اصنع في الإمارات
اصنع في الإمارات مبادرةٌ من حكومة دولة الإمارات العربية المتحدة لتشجيع الشركات على تطوير وتصنيع المنتجات في دولة الإمارات العربية المتحدة. وتعد استراتيجية التصنيع بمثابة امتداد لـ «علامة الإمارات التجارية» التي أعلن عنها ولي عهد أبو ظبي آنذاك الشيخ محمد بن زايد آل نهيان وحاكم دبي الشيخ محمد بن راشد آل مكتوم. وهي جزء من استراتيجية «عملية 300 مليار» التي تنظمها وزارة الصناعة والتكنولوجيا المتقدمة في البلاد وتتفذها تنفيذًا.
أُعلن عن الاستراتيجية في قصر الوطن بأبو ظبي في 22 مارس 2021، عقب إطلاق «عملية 300 مليار» بحضور ولي عهد أبو ظبي آنذاك الشيخ محمد بن زايد آل نهيان، وحاكم دبي الشيخ محمد بن راشد آل مكتوم، إلى جانب وزير الداخلية الشيخ سيف بن زايد آل نهيان، ووزير شؤون الرئاسة الشيخ منصور بن زايد، ووزير الخارجية الشيخ عبد الله بن زايد آل نهيان.
أعلنت الحكومة عن هذه المبادرة في أعقاب التأثير السلبي على اقتصاد دولة الإمارات العربية المتحدة بعد تفشي جائحة فيروس كورونا في الدولة وإدراك أهمية الإنتاج والتصنيع المحلي.
وعسى أن تساهم المبادرة مساهمة كبيرة في «عملية 300 مليار». وتهدف الاستراتيجية التي مدتها عشر سنوات إلى زيادة مساهمة القطاع الصناعي في الناتج المحلي الإجمالي للبلاد من 133 مليار درهم إلى 300 مليار درهم بحلول عام 2031.
وقد أثمرت جهود تعزيز دور القطاع الصناعي في الاقتصاد الوطني، حيث ارتفعت مساهمته في الناتج المحلي الإجمالي للدولة، لتصل إلى 205 مليارات درهم بنهاية العام 2023".

## الأهداف
تهدف الاستراتيجية وبحسب الموقع الرسمي لوزارة الصناعة والتكنولوجيا المتقدمة إلى جذب الصناعيين والمستثمرين والمبتكرين ورجال الأعمال.

## جوائز «اصنع في الإمارات»
تنقسم الجوائز لعام 2024، إلى5 فئات هي:
- التميز في المحتوى الوطني، وتندرج تحته 3 فئات فرعية: مصنّعو القطاع الخاص، مصنّعو قطاع الشبه الحكومي، مزودو الخدمات.
- الاستدامة وتشمل فئة واحدة وهي:جائزة الصناعة المستدامة.
- مصانع المستقبل وتشمل فئتين فرعيتين: جائزة الصناعة الذكية، جائزة التميز في الابتكار.
- الممكنات الصناعية والشركاء الاستراتيجيون، وتشمل فئتين فرعيتين:جائزة أفضل ممكن وشريك استراتيجي في قطاع الصناعة، وجائزة معايير الجودة.
- الريادة والمواهب: جائزة أفضل موهبة شابة للعام، جائزة الرائد الملهم.

وقد تم التوسع في فئات الجوائز خلال عام 2025، لتشمل 15 فئة ، تندرج تحت 5 تصنيفات رئيسية هي:
– التميز في المحتوى الوطني، ومصنع المستقبل، والممكنات الصناعية والشركاء الاستراتيجيين، والريادة والمواهب، والحرف اليدوية
كما يشهد عام 2025 لأول مرة طرح فئة متخصصة لجائزة اصنع في الإمارات تشمل (أصحاب الحرف) لتكريم الحرفيين والشركات أو المؤسسات التي تساهم في تطوير وتنمية الحرف التراثية الإماراتية.

## الجهات الداعمة لمبادرة "اصنع في الإمارات"

#### مجمع الصناعات الوطنية
تأسس مجمع الصناعات الوطنية في عام 2003 وكان في مقدمة الجهات الداعمة لمبادرة “اصنع في الإمارات”من خلال بنيته التحتية المتطورة،ودعم قطاع الصناعة عبر زيادة الاعتماد على الموارد الوطنية لتحقيق الاستراتيجية الصناعية لدولة الإمارات “مشروع 300 مليار”.

#### مجموعة اللولو للتجزئة
أطلقت وزارة الصناعة والتكنولوجيا المتقدمة مبادرة وطنية لترويج المنتجات المصنعة في دولة الإمارات من خلال تعاون استراتيجي مع «مجموعة اللولو للتجزئة»، لدعم مبادرة «اصنع في الإمارات»، سيتم من خلالها:
- الترويج للمنتجات المصنعة محلياً عبر منافذ البيع التابعة لمجموعة اللولو في الدولة
- تشجيع المصنعين للحصول على علامة «صُنع في الإمارات» التي تصدرها الوزارة.

- عقد ورش توعوية مشتركة مع الموردين والمصنعين للمجموعة، للتوعية بفوائد الانضمام لبرنامج المحتوى الوطني، وآليات التقدم بطلب للحصول على علامة «صُنع في الإمارات» التي تصدرها الوزارة.
- العمل على رفع مستوى الوعي لدى المستهلكين بجودة وتنافسية المنتجات الوطنية.

## وصلات خارجية
- www.miite.ae